# جون لويد (سياسي)
جون لويد هو سياسي كندي، ولد في 2 أغسطس 1908 في ألدرشوت في المملكة المتحدة، وتوفي في 16 سبتمبر 1985 في هاليفاكس في كندا. حزبياً، نشط في الحزب الليبرالي الكندي. وقد انتخب عضو مجلس العموم الكندي عن دائرة هاليفاكس ‏ (8 أبريل 1963 – 7 نوفمبر 1965).